# Iset (filla de Tuthmosis III)
Iset o Isis va ser una princesa egípcia de la XVIII Dinastia. Era filla del faraó Tuthmosis III i de la Gran Esposa Reial Merit-Ra Hatxepsut.
Iset és un dels sis fills coneguts de Tuthmosis i Merit-Ra. Els seus germans eren el faraó Amenofis II, el príncep Menkheperre i les princeses Nebetiunet, Meritamon C i Meritamon D. Apareix representada juntament amb les seves germanes i Menkheperre en una estàtua de la seva àvia materna Hui (avi al British Museum); se la representa més petita que els seus germans, de manera que és probable que fos la més jove.